# Wizardry 8
 Wizardry 8 est un jeu vidéo de type dungeon crawler développé et publié par Sir-Tech en 2001. Le jeu est le huitième opus de la série Wizardry et le troisième de la trilogie du Dark Savant qui inclut également Wizardry VI: Bane of the Cosmic Forge et Wizardry VII: Crusaders of the Dark Savant. À sa sortie, il est bien accueilli par la presse spécialisée et est notamment élu meilleur jeu de rôle de l’année par le magazine Computer Gaming World et par le site GameSpot. Depuis 2013, le jeu est également disponible sur le site GOG.com et la plateforme Steam.